# 니시카스가이군

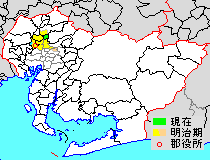

니시카스가이군(일본어: 西春日井郡)은 일본 아이치현에 있는 군이다. 오와리 지방의 중앙부에 위치한다.
인구 15,757명, 면적 6.18km², 인구밀도 2,550명/km².(2025년 6월 1일, 추계인구)
이하 1정으로 구성된다.
- 도요야마정(豊山町)

## 군역
1878년 행정 구역으로 발족 당시의 군역은, 위의 1정 외에 아래 구역에 해당한다.
- 나고야시의 일부(지쿠사구[1]·히가시구[2]·나카무라구[3]·기타구[4]·니시구[5]의 각 일부)
- 고마키시의 일부
- 기요스시의 대부분
- 기타나고야시 전역

## 역사
이전에는 나고야성(현재의 나고야시 니시구 및 기타구)의 근처까지 니시카스가이군에 포함되어 있었다. 그러나 다이쇼 시대부터 제2차 세계 대전 후의 1950년대에 걸쳐 행해진 몇 차례의 합병으로 서서히 나고야시에 편입 되어 갔다.
군 전체를 1개의 시를 목표로 하는 구상이 있었지만 신중파와 적극파가 대립해 백지화되었다. 그 후 남부의 니시비와지마정·신카와정·기요스정의 3정이 2005년에 합병해 기요스시가 되었다. 또 2006년에는 니시하루정과 시카쓰정이 합병해 기타나고야시가 되었다. 2009년에는 하루히정이 기요스시에 편입되어 현재는 도요야마정 만이 남는다.
- 1878년 12월 20일 - 군구정촌 편제법이 아이치현에서 시행되면서, 행정 구역 가스가이군(春日井郡)이 발족.
- 1880년 2월 5일 - 가스가이군이 분리되어, 니시카스가이군(西春日井郡)이 발족.

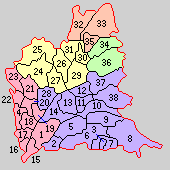
1.니시비와지마정 2.비와지마정 3.시미즈정 4.기요스정 5.쇼나이촌 6.긴조촌 7.스기촌 8.로쿠고촌 9.하기노촌 10.가와나카촌 11.오노기촌 12.히라촌 13.가미오타이촌 14.나카오타이촌 15.신카와촌 16.니시호리에촌 17.스카구치촌 18.데라노촌 19.아와라촌 20.아사타촌 21.시모노고촌 22.이치바촌 23.오치아이촌 24.시모짓카촌 25.가미짓카촌 26.시카타촌 27.구노쓰보촌 28.히라타촌 29.구니하라촌 30.무쓰시촌 31.구마노쇼촌 32.고키촌 33.오와리촌 34.아오야마촌 35.다키촌 36.도요바촌 37.뇨이촌 38.아지마촌 (보라: 나고야시, 빨강: 기요스시, 주황: 고마키시, 노랑: 기타나고야시, 녹색: 도요야마정)

- 1889년 10월 1일 - 정촌제 시행으로, 아래의 정촌이 발족.(4정 34촌)

- 니시비와지마정(西枇杷島町): 현 기요스시
- 비와지마정(枇杷島町): 현 나고야시
- 시미즈정(清水町): 현 나고야시
- 기요스정(清洲町): 현 기요스시
- 쇼나이촌(庄内村): 현 나고야시
- 긴조촌(金城村): 현 나고야시
- 스기촌(杉村): 현 나고야시
- 로쿠고촌(六郷村): 현 나고야시
- 하기노촌(萩野村): 현 나고야시
- 가와나카촌(川中村): 현 나고야시
- 오노기촌(大野木村): 현 나고야시
- 히라촌(比良村): 현 나고야시
- 가미오타이촌(上小田井村): 현 나고야시
- 나카오타이촌(中小田井村): 현 나고야시
- 신카와촌(新川村): 현 기요스시
- 니시호리에촌(西堀江村): 현 기요스시
- 스카구치촌(須ヶ口村): 현 기요스시
- 데라노촌(寺野村): 현 기요스시
- 아와라촌(阿原村): 현 기요스시
- 아사타촌(朝田村): 현 기요스시
- 시모노고촌(下之郷村): 현 기요스시
- 이치바촌(一場村): 현 기요스시
- 오치아이촌(落合村): 현 기요스시
- 시모짓카촌(下拾箇村): 현 기타나고야시
- 가미짓카촌(上拾箇村): 현 기타나고야시
- 시카타촌(鹿田村): 현 기타나고야시
- 구노쓰보촌(九之坪村): 현 기타나고야시
- 히라타촌(平田村): 현 나고야시
- 구니하라촌(訓原村): 현 기타나고야시
- 무쓰시촌(六師村): 현 기타나고야시
- 구마노쇼촌(熊之庄村): 현 기타나고야시
- 고키촌(小木村): 현 고마키시
- 오와리촌(尾張村): 현 고마키시
- 아오야마촌(青山村): 현 도요야마정
- 다키촌(多気村): 현 고마키시
- 도요바촌(豊場村): 현 도요야마정
- 뇨이촌(如意村): 현 나고야시
- 아지마촌(味鋺村): 현 나고야시
- 나베야우에노촌이 아이치군 나베야우에노촌의 일부가 됨.

- 1890년 12월 17일 - 신카와촌이 정제 시행으로 신카와정(新川町)이 됨.(5정 33촌)
- 1891년 4월 1일 - 군제 시행.
- 1900년
  - 7월 16일 - 구마노쇼촌의 일부(薬師寺)·고키촌의 일부(藤島)가 분리되어 고조촌(五条村)이 발족.(5정 34촌)
  - 9월 28일 - 니시호리에촌·스카구치촌이 합병하여, 도에이정(桃栄町)이 발족.(6정 32촌)
- 1906년
  - 4월 1일 - 신카와정·桃栄町·데라노촌·아와라촌이 합병하여, 새로이 신카와정이 발족.(5정 30촌)
  - 7월 16일 - 아래의 정촌이 통합되다.(5정 13촌)
    - 기요스정 ← 아사타촌, 이치바촌, 기요스정
    - 하루히촌(春日村) ← 시모노고촌, 오치아이촌
    - 니시하루촌(西春村) ← 구노쓰보촌, 시모짓카촌, 가미짓카촌
    - 시카쓰촌(師勝村) ← 구니하라촌, 시카타촌, 무쓰시촌, 구마노쇼촌
    - 기타사토촌(北里村) ← 五条村, 고키촌, 오와리촌, 다키촌
    - 도요야마촌(豊山村) ← 도요바촌, 아오야마촌
    - 야마다촌(山田村) ← 히라타촌, 오노기촌, 히라촌, 가미오타이촌, 나카오타이촌
    - 구스노키촌(楠村) ← 뇨이촌, 아지마촌
- 1909년 10월 1일 - 기요스정이 나카시마군 오사토촌의 일부(西市場)를 편입.
- 1910년 10월 1일 - 기요스정이 아마군 지모쿠지촌의 일부(廻間)를 편입.
- 1921년 8월 22일 - 긴조촌·비와지마정·로쿠고촌·스기촌·시미즈정이 나고야시에 편입.(3정 10촌)
- 1926년 4월 1일 - 쇼나이촌이 정제 시행으로 쇼나이정(庄内町)이 됨.(4정 9촌)
- 1933년 4월 1일 - 가와나카촌이 하기노촌에 편입.(4정 8촌)
- 1937년 3월 1일 - 쇼나이정·하기노촌이 나고야시에 편입.(3정 7촌)
- 1943년 1월 1일 - 기요스정이 아마군 지모쿠지정의 일부(土田·上条)를 편입.
- 1955년 10월 1일 - 야마다촌·구스노키촌이 나고야시에 편입.(3정 5촌)
- 1961년 4월 1일 - 시카쓰촌이 정제 시행으로 시카쓰정(師勝町)이 됨.(4정 4촌)
- 1963년
  - 9월 1일 - 기타사토촌이 분리되어, 일부(薬師寺)가 시카쓰정에, 잔여부(小針·市之久田·小針巳新田·小針入鹿新田·小木·藤島·多気)가 고마키시에 편입.(4정 3촌)
  - 11월 1일 - 니시하루촌이 정제 시행으로 니시하루정(西春町)이 됨.(5정 2촌)
- 1972년 4월 1일 - 도요야마촌이 정제 시행으로 도요야마정(豊山町)이 됨.(6정 1촌)
- 1990년 4월 1일 - 하루히촌이 정제 시행으로 하루히정(春日町)이 됨.(7정)
- 2005년 7월 7일 - 니시비와지마정·기요스정·신카와정이 합병하여, 기요스시(清須市)가 발족, 군에서 이탈.(4정)
- 2006년 3월 20일 - 시카쓰정·니시하루정이 합병하여, 기타나고야시(北名古屋市)가 발족, 군에서 이탈.(2정)
- 2009년 10월 1일 - 하루히정이 기요스시에 편입.(1정)

## 같이 보기
- 가스가이군
- 히가시카스가이군